# 리투아니아-영국 관계
리투아니아와 영국의 관계는 1921년 12월 20일, 리투아니아 국가의 법적 승인으로 시작되었다. 영국은 리투아니아의 주요 수출 파트너가 되었다. 리투아니아가 독립을 상실했을 때, 영국은 공식적으로 런던 주재 리투아니아 대사관을 폐쇄했지만, 대사가 계속 그 직무를 수행하도록 허용하였다.
1991년 8월 27일, 영국은 독립을 회복한 리투아니아 국가를 승인하였고, 그 직후 리투아니아의 동결된 금 보유고를 리투아니아 은행에 반환하였다. 1991년 9월 4일, 양국은 외교 관계를 재개하였다.
경제, 군사, 사회 협력이 활발할 뿐만 아니라, 리투아니아와 영국은 교육, 과학, 문화 분야에서도 긴밀한 협력을 이어오고 있다. 현재 리투아니아와 영국 간에는 다양한 분야에서 관계를 규율하는 양자 협정이 8건 존재한다.

## 역사

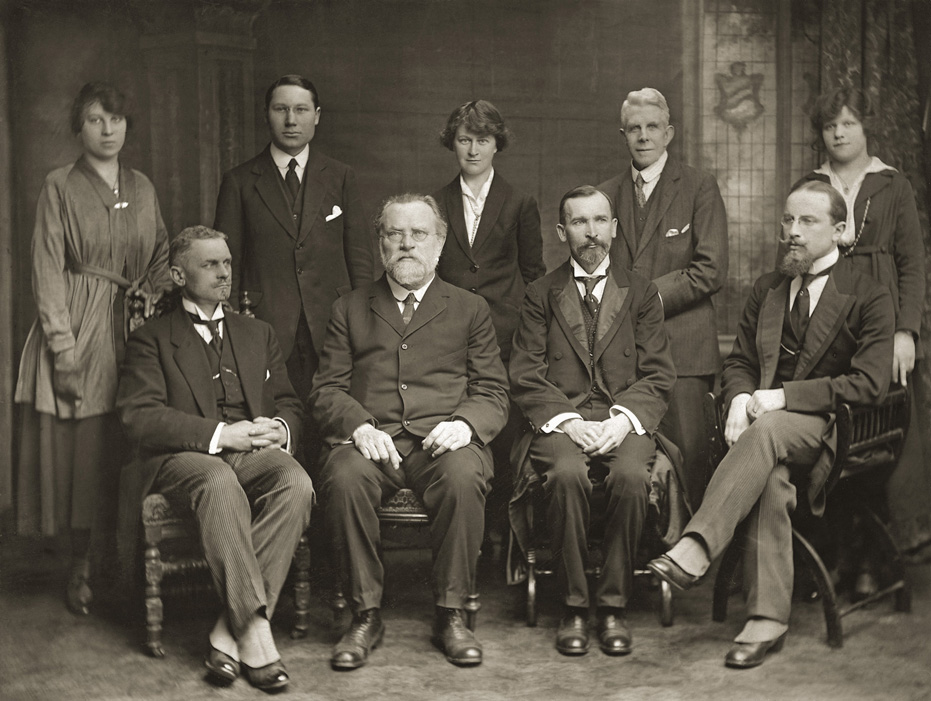
1919년, 런던에 설립된 리투아니아의 첫 대표부

비록 대부분의 무역이 잉글랜드와 폴란드-리투아니아 연방 사이에서 폴란드의 항구 도시들을 통해 이루어졌지만, 17세기에는 일부 영국 상선이 리투아니아의 작은 항구 마을인 팔랑가에 도착하기도 했다.
리투아니아와 영국은 1922년 12월 20일, 공식적으로 외교 관계를 수립하였다. 제2차 세계 대전 중 리투아니아는 여러 시기에 걸쳐 소련과 나치 독일의 점령을 받았다. 영국은 1940년의 소련 병합을 법적으로 결코 인정하지 않았다. 영국 전쟁 포로들은 독일 점령 하 리투아니아에 설치된 슈탈라크 루프트 VI 포로 수용소에 수감된 연합군 포로들 중 일부였다.
영국은 1991년 8월 27일, 리투아니아의 독립 회복을 승인하였다. 양국은 1991년 10월, 외교 관계를 재수립하였다.

## 대사관 및 영사관
영국은 빌뉴스에 대사관과 클라이페다에 명예 영사관을 두고 있다. 리투아니아는 런던에 대사관을 두고 있으며, 북아일랜드, 노섬벌랜드, 스코틀랜드, 웨일스, 웨스트미들랜즈에 다섯 개의 명예 영사관을 운영하고 있다.

## 개요
영국에는 약 10만 명의 리투아니아인이 거주하고 있다. 양국은 모두 북대서양 조약 기구(NATO)의 정회원국이다.
2006년, 영국의 엘리자베스 2세 여왕이 리투아니아를 방문하였다.
2014년부터 리투아니아는 영국 주도의 합동 원정군에 참여하고 있다. 이 부대는 다국적 군사 협력체이다.